# Fibrinemia
Per fibrinemia, si intende il livello di fibrina nel sangue, mantenuto entro limiti non pericolosi dal processo di fibrinolisi. Un suo valore elevato può essere indicatore di alcune patologie.

## Patologie correlate
In alcune malattie (la coagulazione disseminata, le neoplasie con metastasi, la porpora trombotica trombocitopenica e così via) vi è un'anomala deposizione di fibrina sulle pareti dei vasi sanguigni con conseguente intrappolamento e distruzione dei globuli rossi. A seconda del tipo di malattia e della sua gravità le conseguenze sono diverse, talvolta anche fatali.